# Orenaia expansalis
Orenaia expansalis là một loài bướm đêm trong họ Crambidae.